# ستيفن باتشيلور (لاعب هوكي الحقل)
ستيفن باتشيلور (بالإنجليزية: Stephen Batchelor)‏ هو لاعب هوكي الحقل بريطاني، ولد في 22 يونيو 1961.

## وصلات خارجية
- ستيفن باتشيلور على موقع اللجنة الأولمبية الدولية (الإنجليزية)
- ستيفن باتشيلور على موقع أوليمبيديا (الإنجليزية)